# Sanhedrin

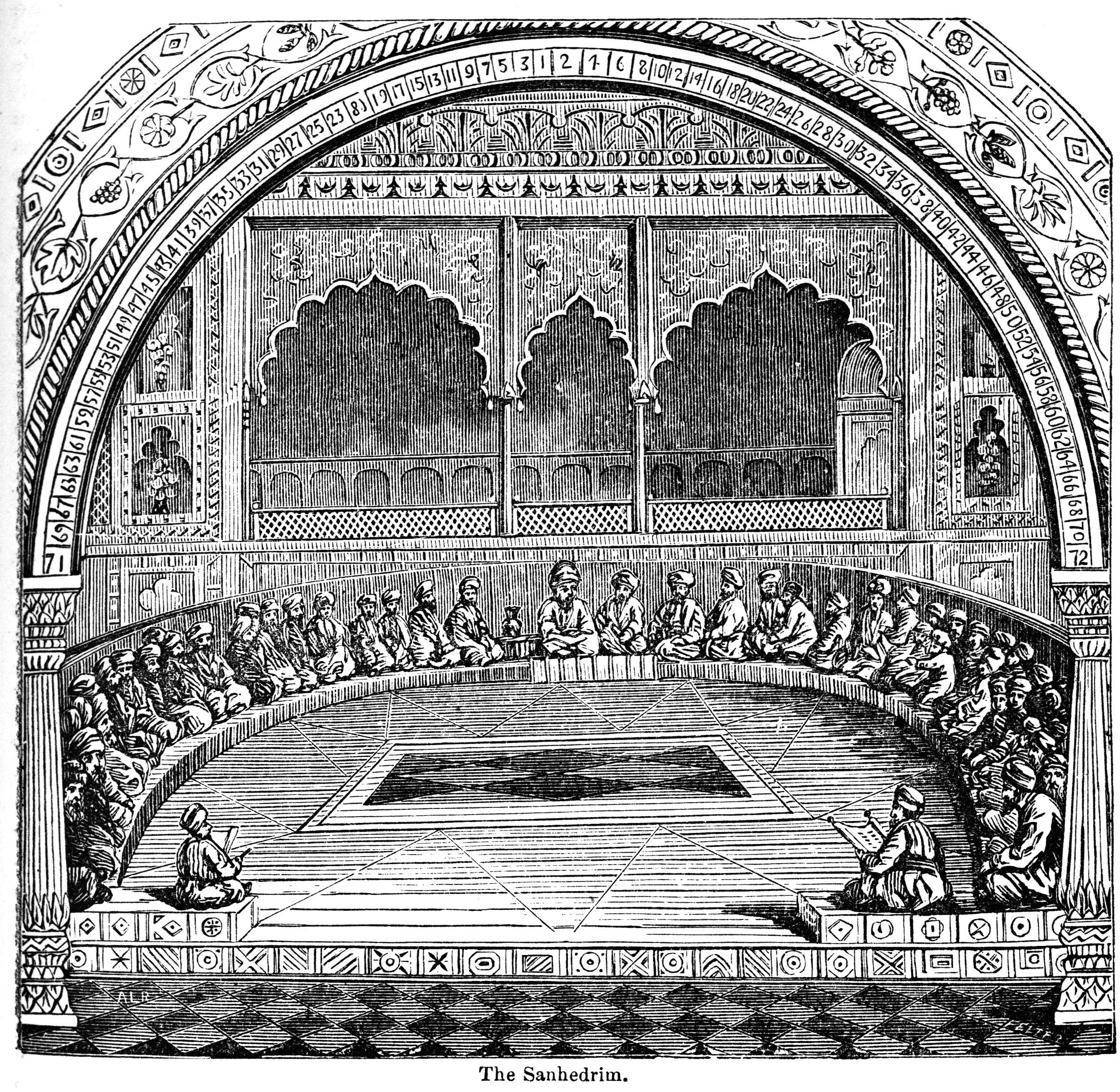
Sanhedrin; bild ur ett uppslagsverk från 1833

Sanhedrin, även benämnt Stora rådet eller Rådet, var det judiska folkets högsta politiska och religiösa organ under grekisk-romersk tid.
Sanhedrin hade sitt säte i Jerusalem och hade 71 ledamöter. I Sanhedrin fördes häftiga dispyter mellan de båda fraktionerna fariséer och saddukéer. 
Josef från Arimataia, en ansedd medlem av Sanhedrin, begav sig enligt Bibeln efter Jesu korsfästelse till Pontius Pilatus för lov av att omhänderta Jesu kropp.